# San Nicolò di Comelico
San Nicolò di Comelico (San Colò o San Nuclò in ladino) è un comune italiano di 375 abitanti della provincia di Belluno in Veneto.

## Storia

### Simboli
Lo stemma e il gonfalone del comune sono stati concessi con decreto del presidente della Repubblica del 7 giugno 2011.
Il gonfalone è un drappo di giallo con la bordatura di rosso.
Nello scudo partito sono affiancati l'emblema storico del Cadore e il pastorale vescovile d'oro alludente a san Nicola di Bari patrono del capoluogo.

## Monumenti e luoghi d'interesse
- Chiesa di San Nicolò
- Chiesa caduti di Cima Vallona

## Società

### Evoluzione demografica
Abitanti censiti

## Amministrazione
| Periodo        | Periodo        | Primo cittadino        | Partito                            | Carica               | Note          |
| -------------- | -------------- | ---------------------- | ---------------------------------- | -------------------- | ------------- |
| 4 luglio 1985  | 19 giugno 1990 | Ugo Ianese Regin       | DC                                 | sindaco              | [ 9 ]         |
| 19 giugno 1990 | 24 aprile 1995 | Giancarlo Ianese       | PCI                                | sindaco              | [ 10 ]        |
| 24 aprile 1995 | 14 giugno 1999 | Giancarlo Ianese       | lista civica                       | sindaco              | [ 11 ]        |
| 14 giugno 1999 | 14 giugno 2004 | Giancarlo Ianese       | lista civica Alleanza Progressista | sindaco              | [ 12 ]        |
| 14 giugno 2004 | 8 giugno 2009  | Cornelio De Bolfo      | lista civica                       | sindaco              | [ 12 ]        |
| 8 giugno 2009  | 26 maggio 2014 | Giancarlo Ianese       | lista civica Alleanza progressista | sindaco              | [ 13 ]        |
| 26 maggio 2014 | 27 maggio 2019 | Giancarlo Ianese       | lista civica Alleanza progressista | sindaco              | [ 14 ]        |
| 27 maggio 2019 | 10 giugno 2024 | Giancarlo Ianese       | lista civica Alleanza progressista | sindaco              | [ 15 ]        |
| 10 giugno 2024 | 10 agosto 2024 | Giancarlo Ianese       | lista civica Alleanza progressista | sindaco              | [ 16 ] [ 17 ] |
| 10 agosto 2024 | 26 maggio 2025 | Davide De Rigo Cromaro | lista civica Alleanza progressista | vicesindaco reggente |               |
| 26 maggio 2025 | in carica      | Davide De Rigo Cromaro | lista civica Obiettivo in comune   | sindaco              |               |

### Altre informazioni amministrative
La denominazione del comune fino al 1868 era San Nicolò.